# チリ人
チリ人(チリじん、スペイン語: Chilenos)は、チリの国民、またはチリ国籍を保有する者を指す。

## 概要
チリ人の多くは白人、および白人と先住民の混血であるメスティーソで、多くがスペイン語を話し、キリスト教（特にカトリック）を信仰する。チリ国内に約1900万人が居住するほか、アルゼンチンやアメリカ合衆国など海外に居住するチリ人もいる。

## 歴史
現在のチリの領域には、少なくとも1万2千年前から数多くの先住民が生活していた。スペインによって征服・植民地化されるまでは、マプチェ族が人口の大多数を占めていた。
植民地時代には、スペイン王室が植民地を守るために軍隊をアメリカ大陸各地に派遣した。アンダルシア、エストレマドゥーラ、バスク地方、アストゥリアス、ナバラ、カスティーリャなど、スペイン各地から多くのスペイン人がチリに移住し、征服に対するマプチェ族の抵抗を受けながらも、最終的に多くのスペイン人がチリに定住することとなった。また、植民地支配に伴い、他のアメリカ大陸の植民地と同様アフリカ大陸から黒人が奴隷として連れてこられた。植民地時代は全人口のわずか0.1%程度であったが、19世紀初頭には1.5%ほどにまで増加した。
1777年から1778年頃にチリを支配していたAgustín de Jáuregui政府は、チリ最初の国勢調査を行った。当時の総人口は259,646人で、全人口の73.5%が白人、9.8%が黒人、8.6%がインディアン、7.9%がメスティーソと分類された。また、1784年には、チロエ地区の知事Francisco Hurtadoが地区内の人口調査を行った。調査により、地区の総人口は26,703人で、そのうち64.4%が白人及び白人と先住民の混血、33.5%が先住民ということが分かった。1812年にはコンセプシオン教区がマウレ川以南の地域で人口調査を行ったが、調査結果には当時8,000人程度いたと思われる先住民や、チロエ地区の住民の数は含まれていない。調査によれば、当時の地域の総人口は210,567人で、そのうちの86.1%がスペイン人で、10%が先住民、3.7%がアフリカ人、混血、メスティーソであった。17世紀後半に行われた他の統計では、総人口は最大152,000人で、そのうち72%が白人とメスティーソで、18%が先住民、10%が黒人と混血という結果であった。
18世紀、スペイン王国が自由貿易を認めたことにより、多くのスペイン人（主にバスク人）がチリにやって来た。18世紀後半には、バスク人の子孫は全人口の27%を占めていたとされる。バスク人移民の多くは、当初は小規模な事業を行っていたが、大きな成功を上げる者もいた。その中には、土地の多くを所有していたカスティーリャ出身のクリオーリョの貴族と結婚した者も多くいた。現在、バスク系チリ人はチリの全人口の10%（約170万人）を占めているとされている。
19世紀初頭の独立後には、スペイン人、イタリア人、アイルランド人、フランス人、ギリシア人、ドイツ人、クロアチア人、ロシア人、ポーランド人、ハンガリー人、ポルトガル人、アラブ人が、隣国のアルゼンチンやブラジル程ではないものの数多く移住して来た。ヨーロッパや中東からの移民は、チリを文化的、経済的、政治的に大きく変化させた。

## 民族構成
チリ人の大多数は白人とメスティーソである。マプチェ族をはじめとする先住民は全人口の5%程度である。植民地時代の黒人奴隷の子孫であるアフリカ系チリ人もいるが、チリの全人口の1%に満たない。また、日本からの集団移民は行われておらず、日系人の割合は他の南米諸国に比べ低い。周辺国から再移住した南米移民などを祖先に持つ日系チリ人が数千人居住している程度である。
ラテンアメリカを研究しているメキシコ国立自治大学教授のFrancisco Lizcanoによると、チリの人口の52.7%が純粋な白人で、44%がメスティーソであると推定されている。白人が60%以上とする研究もある。また、CIA World Factbookなどの出版物では、全人口の95.4%が「白人と白人系先住民」、4.6%が先住民とされている。この数字はチリで2002年に行われた国勢調査によるもので、人口を白人かメスティーソかではなく、先住民か非先住民かで分類している。

### 移民とその子孫
チリ南部への入植を目的としたドイツ人によるチリへの移住は1848年に始まり、ドイツ人コミュニティーが形成された。ドイツ人（ドイツ語を話すスイス人、シレジア人、アルザス人、オーストリア人も含む）は、チリ南部の文化や人種の形成に影響を与えた。15万人～20万人のチリ人がドイツ人を先祖に持っていると推定されている。。
全人口の約5%にあたる約70万人のチリ人がアラブ人を先祖に持つ。そのうち50万人はパレスチナ人の子孫である。
クロアチア人移民も多く、クロアチア系チリ人は現在38万人、全人口の2.4%いると推定され、4.6%のチリ人がクロアチア人を先祖に持つとされる。また、チリの全人口の4.5%（約70万人）以上がイギリス（イングランド、スコットランド、ウェールズ）出身者を祖先に持つ。
9万人から12万人のチリ人はギリシア人の血を引いており、その多くはサンティアゴやアントファガスタに住む。チリは世界で最も多くのギリシア人が住んでいる国のベスト5に入る。スイス人を祖先に持つ者は約9万人、フランス人の祖先を持つ者は全人口の約5%いるとされる。

### 遺伝子に関する研究
2014年に行われた常染色体DNAの研究では、チリ人は平均して51.85%（±5.44%）のヨーロッパ系、44.34%（±3.9%）の先住民系、3.81%（±0.45%）のアフリカ系のDNAを保有していることが分かった。
ある遺伝学的な研究では、首都サンティアゴの住民の平均的な遺伝子プールは、中産階級では70%の人がヨーロッパ系、30%の人が先住民系で、下層階級では41%がヨーロッパ系、59%が先住民系、また上流階級では91%がヨーロッパ系、30%が先住民系であった。また、ヨーロッパ系移民の多いコンセプシオンの住民の遺伝子プールは、ヨーロッパ系が75%、先住民系が25%で、同様の地域のバルパライソではヨーロッパ系が77%、先住民系が23%であった。一方、南部と北部では、先住民系の遺伝情報が多い傾向にある。
ある研究では、サンティアゴ住民のミトコンドリアDNA（母から子へ受け継がれる）のうち平均して84%は先住民系であるのに対し、父から子へ受つがっるY染色体はヨーロッパ系が約70%、先住民系が6～15%であった。これは、白人の男性と先住民の女性の間で混血が進んだためと考えられる。
チリ大学が以前出版した公衆衛生に関する書籍には、チリ人の30%はコーカソイドで、メスティーソが65%、先住民が残りの5%であると記されていた。

### 自己認識
遺伝子の分析により自分自身の人種が分かったとしても、多くのチリ人は自分の人種を尋ねられると「白人」と答える。2011年に、Latinobarómetroによる調査では、59%の人が自分の人種を「白人」と回答した。一方、メスティーソだと答えた人は25%、先住民だと答えた人は8%であった。また、2002年にチリで行われた調査では、自分は先住民の血をある程度引いていると思っている人が43.4%、かなり引いていると思っている人が8.3%いる一方で、まったく引いていないと思っている人も40.3%いた。

### 先住民
19世紀初頭のチリ独立に伴い、以前はヨーロッパ系のチリ人から「よそ者」として見られていたマプチェ族（チリで最も多い先住民）は、「チリ人」として認識されるようになった。1907年の国勢調査では、「インディアン」の数は当時のチリの全人口の3.1%にあたる101,118人であった。なおこの調査では、人種・民族的な純粋さではなく、固有の文化や言語を持つ者のみを「インディアン」として考慮した。
2002年の国勢調査では、当時の全人口の約4.6%にあたる692,192人が、「自分は先住民である」と回答し、そのうち87.3%はマプチェ族であった。
マプチェ族などの先住民の血を引くチリ人は、多くの場合他の民族の血も混ざっている。また、他の民族文化や異人種間との同化によって消滅したチリの先住民もいる。ピクンチェ族、ディアギタ族、チョノ族などがその例である。セルクナム族も、20世紀前半にティエラ・デル・フエゴに移住してきたヨーロッパ系移民による根絶運動で消滅した。ヨーロッパで発生して移民によって広まった天然痘などの病気も、民族消滅の大きな原因となった。
先住民の影響は、田舎のチリ料理やチリスペイン語に見て取ることができる。

## 宗教
| Religion (Census 2002)   | %   |
| ------------------------ | --- |
| カトリック               | 70% |
| プロテスタント・福音主義 | 15% |
| 無神論・不可知論         | 8%  |
| その他                   | 7%  |

| Religion (2015 Survey)   | %   |
| ------------------------ | --- |
| カトリック               | 55% |
| 無神論・不可知論         | 25% |
| プロテスタント・福音主義 | 13% |
| その他                   | 7%  |

## 文化
チリの民俗文化の多くはスペインを発祥としている。例えば、カウボーイのようなスタイルで知られるウアッソは、植民地時代にチリで盛んだった牧畜に由来し、ラテンアメリカ諸国やスペインのアンダルシアやカスティリャの民俗文化と同様に、17世紀、18世紀のスペイン文化から分派したものであると考えられている。ウアッソのドレスはアンダルシア風のもので、音楽や踊りもスペイン起源のものである。音楽やダンスも元々はスペインのものであるが、現在のスペインのものとは異なる形にアレンジが施されている。また、フアッソのfundoと呼ばれる家畜農場では、特に運河の囲いや中庭にスペインのヴァナキュラー建築と同様の建築様式が取り入れられている。
国中央部で生まれたウアッソの文化は、19世紀後半には国の北部や南部にも伝わった。また、チリ南部にはドイツ文化、チロエ文化、クロアチア文化、メガラニック文化、北部にはアンデス文化の影響も見ることができる。
フォークミュージックが主流だったチリ北部では、音楽を通じたラテンアメリカ諸国の社会変革活動であるヌエバ・カンシオンがあり、ブラスバンドの代わりにパンパイプやケーナという伝統的な楽器を使った音楽が取り入れられた。また、ウアッソによるフォークミュージックも人気を博しており、特にen:Tonadaが有名である。ウアッソの衣装を着たフォークソンググループも、チリ国内では人気があった。
ヨーロッパ系移民が持つ各出身国の文化・血統・アイデンティティは徐々に薄まりながら融合し、チリの中流階級や上流階級の社会・文化に影響を形成している。一方、出身国の文化がそのまま現代まで残っているものもあり、イギリスのアフタヌーンティーやビスケット、フランスのキャセロールやコーヒー、ドイツのケーキやソーセージ、イタリアのパスタやミネラルウォーターなどが例として挙げられる。また、ヨーロッパ文化の影響は都市の建築物にも見られる。

## チリから出国する移民
ここ10年間でチリから出国する移民は減少した。857.781人のチリ人が海外で暮らしており、そのうち最多となる50.1%がアルゼンチン、13.3%がアメリカ合衆国、8.8%がブラジル、4.9%がスウェーデン、約2%がオーストラリアで暮らしている。その他に、チリ人の難民がスペイン、メキシコ、コスタリカ、イギリス、カナダ、フランス、ドイツ、イタリアに渡った。
1973年にアウグスト・ピノチェトによる独裁体制が始まった1970年代には 、オーストラリアへの亡命経験を持つミシェル・バチェレ（後のチリ大統領）を含む多くのサルバドール・アジェンデ大統領の支持者が東ドイツに逃亡した。逃亡した反ピノチェトの人々はヨーロッパや北アメリカにコミュニティーを作った。ただし、1970年代・1980年代に政権から逃れるためにチリからアメリカ合衆国へ移住したチリ人は少ない（10万人以上）。特に多かった移住地はフロリダ州マイアミで、ワシントンD.C.、ニューヨーク、カリフォルニア（ロサンゼルスエリアのビバリーヒルズやロングビーチ、サンフランシスコのサンマテオ）へ移り住んだ人もいた。
1970年代前半に約2,500人のチリ人亡命者がイギリスへと逃亡した。最近の調査ではチリ系イギリス人は数万に達しており、イギリスのラテンアメリカコミュニティーでは多数を占めている。ロンドン、バーミンガム、シェフィールド、マンチェスターとリヴァプールの都市部に特に多い。
19世紀前半にはチリ人の牧場経営者がメキシコに大挙して渡った。また、1850年代のカリフォルニア、1870年代のコロラド州のゴールドラッシュ、1870年代のコロラド州、1890年代のユーコン準州でのゴールドラッシュの際にも、何千人ものチリの採鉱業者が北アメリカへ向かった。また同じ理由で、人数こそ少ないものの、南アフリカやオーストラリアでも同じ理由でチリ人の労働者が移住した。
少ない人数ではあるが、南極大陸やフォークランド諸島に永住している人もいる。